# Columnas Armadas y Desalmadas Jean Marc Rouillan
Las Columnas Armadas y Desalmadas Jean Marc Rouillan (abreviado como CAD-JMR) fue una guerrilla urbana creada en 2008 en el área metropolitana de Santiago, responsable de algunos ataques con explosivos. El grupo ganó notoriedad al ser investigada por las autoridades en relación con el "caso bombas".

## Trasfondo
Desde mediados de los 2000´s la Zona Metropolitana de Santiago y otras ciudades sufrieron varios atentados con explosivos caseros (comúnmente extintores rellenos de rellenos de pólvora o en ocasiones con explosivos como el ANFO, TNT o TATP), incluyendo bancos (aproximadamente un tercio de las bombas detonaron en bancos nacionales e internacionales), estaciones de policía, cuarteles de Carabineros y del ejército, iglesias, embajadas, la sede de partidos políticos, oficinas de empresas públicas y privadas, juzgados y edificios gubernamentales.
Es común que los nombres de estas células sean anarquistas relevantes o guerrilleros muertos durante el siglo XX como Efraín Plaza Olmedo, Jean Marc Rouillan, Jorge Tamayo Gavilán, Leon Czolgosz, Miguel Arcángel Roscigna, Severino Di Giovanni, usando fechas como el 29 de marzo (día del joven combatiente) y el 11 de septiembre (la conmemoración del golpe de Estado de 1973 y otras fechas como la muerte de guerrilleros (como Mauricio Morales, o Johnny Cariqueo) han sido días donde es común que estos grupos cometan atentados.

## Ataques
El primer ataque del grupo fue el 18 de marzo del 2008, militantes dejaron un explosivo casero en una sucursal del banco Banco de Crédito e Inversiones en la comuna de Providencia, provocando daños materiales. Al día siguiente el grupo clamo responsabilidad del ataque en un mail que fue enviado a radio Bio Bio, y en ésta justifica la explosión como un apoyo a la causa mapuche, las víctimas de la brutalidad policial y como una amenaza para Carabineros, además de haber hecho un amplio llamado a movilización para el Día del joven combatiente fecha en que grupos insurrecionales conmemoran el la muerte de los hermanos Rafael y Eduardo Vergara Toledo.
Meses después el 15 de diciembre del mismo año un doble ataque explosivo detono en un local de la empresa Movistar en la comuna de Las Condes y a una automotora en la comuna de La Reina, ocasionando daños materiales. Horas después el grupo clamo responsabilidad del doble ataque.